# Bento Gonçalves (Rio Grande do Sul)

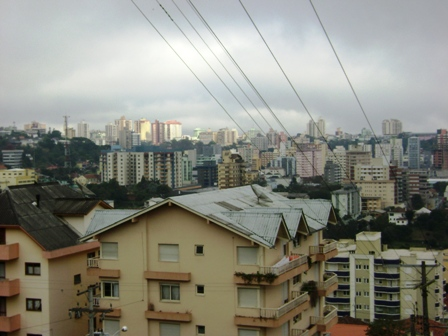
Edificii în Bento Gonçalves.

Bento Gonçalves este un oraș în Rio Grande do Sul (RS), Brazilia.
În această localitate se află sediul Institutul Brazilian al Vinului.